# Trididemnum fetia
Trididemnum fetia är en sjöpungsart som beskrevs av Monniot 1987. Trididemnum fetia ingår i släktet Trididemnum och familjen Didemnidae. Inga underarter finns listade i Catalogue of Life.